# ديلونتي هولاند
ديلونتي هولاند (بالإنجليزية: Delonte Holland)‏ مواليد 2 مارس 1982 في غرينبيلت، هو لاعب كرة سلة أمريكي. بدأ مسيرته الاحترافية في سنة 2004. يبلغ طوله 6 قدم 7 بوصة (2.0 م).

## المسيرة الاحترافية
لعب مع تيرامو باسكت في الدوري الإيطالي في موسم 2005–2006، ثم لعب مع بالاكانسترو فاريزي في موسم 2006–2007، ثم لعب مع فيرتوس بالاكانسترو بولونيا في سنة 2007، ثم لعب مع بالاكانسترو فاريزي في الدوري الإيطالي في سنة 2008، ثم لعب مع روزيتو شاركز في سنة 2009، ثم لعب مع النادي الأهلي في سنة 2010.

## بطولة أمم الأمريكتين لكرة السلة 2001
قام ديلونتي هولاند بتمثيل الولايات المتحدة في بطولة أمم الأمريكتين لكرة السلة 2001.

## روابط خارجية
- ديلونتي هولاند على موقع الدوري الأوروبي لكرة السلة (الإنجليزية)
- ديلونتي هولاند على موقع كرة السلة الأوروبية.كوم (الإنجليزية)
- ديلونتي هولاند على موقع كلية كرة السلة في سبورتس رفرنس.كوم (الإنجليزية)
- ديلونتي هولاند على موقع ريلجم (الإنجليزية)
- ديلونتي هولاند على موقع بروبوليرز (الإنجليزية)
- ديلونتي هولاند على موقع سبورتس رفرنس (الإنجليزية)
- ديلونتي هولاند على موقع سبورتس رفرنس (الإنجليزية)